# クールなあの娘のHな妄想
『クールなあの娘のHな妄想』（クールなあのこのエッチなもうそう）は、日本のアダルトゲームブランド・スワンが2009年7月31日に発売した18禁アドベンチャーゲーム。

## 概要
有限会社アセンドアイの廉価版ブランドの一つ・スワンの第10作。シナリオの神城綾斗・原画の越後雛は本作がデビュー作となる。
前作『ねぇ〜お兄ちゃぁ〜ん 〜妹たちのドッキドキ誘惑合戦!〜』と同様に、4種類のエンディング中1種類を除いてヒロインの妊娠・出産で話が締め括られており、姉妹ブランドのスワンマニアでは多用されているものの従来のスワンでは見られなかった臨月間近のヒロインとの性交描写も一部のエンディングに見られる。

## 登場人物
青山 稜平（あおやま りょうへい）
主人公。新学期のクラス委員割り当てで誰も成り手のいなかった図書委員を押し付けられ、そこで以前に同じクラスであった別のクラスの図書委員・芽瑠と再会する。
雨宮 芽瑠（あまみや める）
図書委員。稜平と別のクラスだが、以前は同じクラスだった。性的な妄想を始めると止まらなくなり、周囲には内緒で官能小説を書いている。
宮野 和奏（みやの わかな）
文芸部顧問の女性教師。芽瑠に悩みを打ち明けられ、知り合いの編集者を紹介し官能小説家としてデビューさせた。結婚願望が強いものの男運には恵まれておらず、耳年増になってしまっている。

## スタッフ
- シナリオ - 神城綾斗
- 原画 - 越後雛
- 音楽 - Arp